# NK Drava Ptuj
El Nogometni Klub Drava Ptuj fue un equipo de fútbol de Eslovenia que alguna vez jugó en la Prva SNL, la liga de fútbol más importante del país.
Fue fundado en el año 1933 en la ciudad de Ptuj y su nombre Drava se debe al río que atraviesa la ciudad. Jugó en 5 temporadas en la Prva SNL.
El equipo fue disuelto luego de la temporada 2010/11 debido a que no consiguió la licencia de competición por parte de la Football Association of Slovenia.
En el año 2005 habían creado al ŠD NŠ Drava Ptuj, equipo encargado del desarrollo de sus fuerzas básicas, aunque sus logros y reconocimientos son considerados por separado por la Football Association of Slovenia.
Participó en 1 torneo continental, en la Copa Intertoto de 2005, donde fue eliminado en la Primera ronda por el NK Slaven Belupo Koprivnica de Croacia.

## Palmarés
- 3.SNL: 2

1993–94, 2000–01

## Participación en competiciones de la UEFA
| Temporada | Torneo             | Ronda | País    | Club   | Casa | Visita | Global |
| --------- | ------------------ | ----- | ------- | ------ | ---- | ------ | ------ |
| 2005      | UEFA Intertoto Cup | 1     | Croacia | Slaven | 0–1  | 0-1    | 0–2    |

## Jugadores destacados
| - Nastja Čeh - Rok Kronaveter - Saša Gajser - Mladen Dabanovič - Siniša Anđelković - Borut Semler - Gorazd Zajc - Senad Tiganj - Denis Halilović - Marko Drevenšek - Marko Kmetec - Denis Selimović | - Sead Zilić - Ricardo Sousa - Viktor Trenevski - John Ugochukwu - Lucas Mario Horvat |

## Resultados Desde la Independencia de Eslovenia
| Temporada | Liga        | Puesto   | Pts | J   | G  | E  | P   | GF  | GC  | Copa             |
| --------- | ----------- | -------- | --- | --- | -- | -- | --- | --- | --- | ---------------- |
| 1991–92   | 1.MNZ Ptuj  | 3        | 30  | 22  | ?  | ?  | ?   | ?   | ?   | Octavos de final |
| 1992–93   | 1.MNZ Ptuj  | 1        | 41  | 22  | ?  | ?  | ?   | ?   | ?   | 1                |
| 1993–94   | 3.SNL Este  | 1        | 38  | 26  | ?  | ?  | ?   | ?   | ?   | 1                |
| 1994–95   | 2.SNL       | 6        | 32  | 30  | 13 | 7  | 10  | 48  | 40  | x                |
| 1995–96   | 2.SNL       | 14       | 31  | 29  | 8  | 7  | 14  | 32  | 53  | 1                |
| 1996–97   | 2.SNL       | 2        | 56  | 29  | 16 | 8  | 5   | 49  | 19  | Octavos de final |
| 1997–98   | 2.SNL       | 7        | 39  | 30  | 10 | 9  | 11  | 32  | 32  | 1                |
| 1998–99   | 2.SNL       | 7        | 48  | 30  | 13 | 9  | 8   | 48  | 36  | 1                |
| 1999–2000 | 2.SNL       | 13       | 29  | 30  | 7  | 8  | 15  | 34  | 47  | 1                |
| 2000–01   | 3.SNL Norte | 1        | 68  | 26  | ?  | ?  | ?   | ?   | ?   | x                |
| 2001–02   | 2.SNL       | 5        | 51  | 30  | 15 | 6  | 9   | 57  | 36  | x                |
| 2002–03   | 2.SNL       | 2        | 61  | 30  | 18 | 7  | 5   | 63  | 24  | x                |
| 2003–04   | Prva SNL    | 11       | 28  | 32  | 7  | 7  | 18  | 34  | 60  | Octavos de final |
| 2004–05   | Prva SNL    | 5        | 46  | 32  | 12 | 10 | 10  | 40  | 36  | 2                |
| 2005–06   | Prva SNL    | 5        | 54  | 36  | 15 | 9  | 12  | 50  | 46  | Octavos de final |
| 2006–07   | Prva SNL    | 4        | 55  | 36  | 15 | 10 | 11  | 61  | 52  | Octavos de final |
| 2007–08   | Prva SNL    | 9        | 44  | 36  | 13 | 5  | 18  | 45  | 64  | Octavos de final |
| 2008–09   | Prva SNL    | 9        | 42  | 36  | 12 | 6  | 18  | 47  | 53  | Octavos de final |
| 2009–10   | Prva SNL    | 10       | 30  | 36  | 7  | 9  | 20  | 34  | 56  | Octavos de final |
| 2010–11   | 2.SNL       | 5        | 39  | 27  | 11 | 6  | 10  | 38  | 41  | 1                |
| Totales   | Prva SNL    | 0 Titles | 299 | 244 | 81 | 56 | 107 | 311 | 362 | 0 Copas          |

+ Drava no garantizó la licencia en el 2.ª o 3.ª liga debido a problemas financieros 
*Resaltados los mejores resultados
*? = Desconocido
*x = No clasificó